# АЕС Варта
Атомна електростанція «Варта» (EJW) — атомна електростанція, запланована в 1987—1989 роках у Клемпічі (нині Великопольське воєводство), як другий об'єкт такого типу в Польщі (після АЕС у Жарновці). Зрештою, він повинен був бути оснащений чотирма реакторами ВВЕР-1000/320 загальною потужністю приблизно 4000 МВт, кожний з потужністю 1000 МВт (брутто). Постійний штат електростанції мав налічувати 1000 чоловік. Площа споруд для електростанції мала становити 60 га.
У результаті громадських протестів уряд Мечислава Раковського 22 квітня 1989 року вирішив припинити будівництво. Землі сільськогосподарського призначення були передані гміні Любаш, а ліс — місцевому лісництву. У будівлях, які були зведені до занедбаного будівництва електростанції, тобто в т. зв. «Роздягальні» з 1999 року є фармацевтичним оптом. Згідно з постановою Уряду ПНР від 22 квітня 1989 року будівництво було припинено.
Згідно з планами, перший блок планувалося запустити в 1994 році, останній — у 2000 році.

## Інформація про реактори
| Реактор | Тип реактора  | Продуктивність | Продуктивність | Початок будівництва | Підключення до мережі | Введення в експлуатацію | Закриття |
| Реактор | Тип реактора  | Нетто          | Брутто         | Початок будівництва | Підключення до мережі | Введення в експлуатацію | Закриття |
| ------- | ------------- | -------------- | -------------- | ------------------- | --------------------- | ----------------------- | -------- |
| Варта-1 | ВВЕР-1000/320 | 950 МВт        | 1000 МВт       | 1987                |                       | 1994                    |          |
| Варта-2 | ВВЕР-1000/320 | 950 МВт        | 1000 МВт       | 1989                |                       | 1996                    |          |
| Варта-3 | ВВЕР-1000/320 | 950 МВт        | 1000 МВт       | 1991                |                       | 1998                    |          |
| Варта-4 | ВВЕР-1000/320 | 950 МВт        | 1000 МВт       | 1993                |                       | 2000                    |          |